# Culture de Fatianovo-Balanovo
Subdivisions
Fatianovo
Balanovo

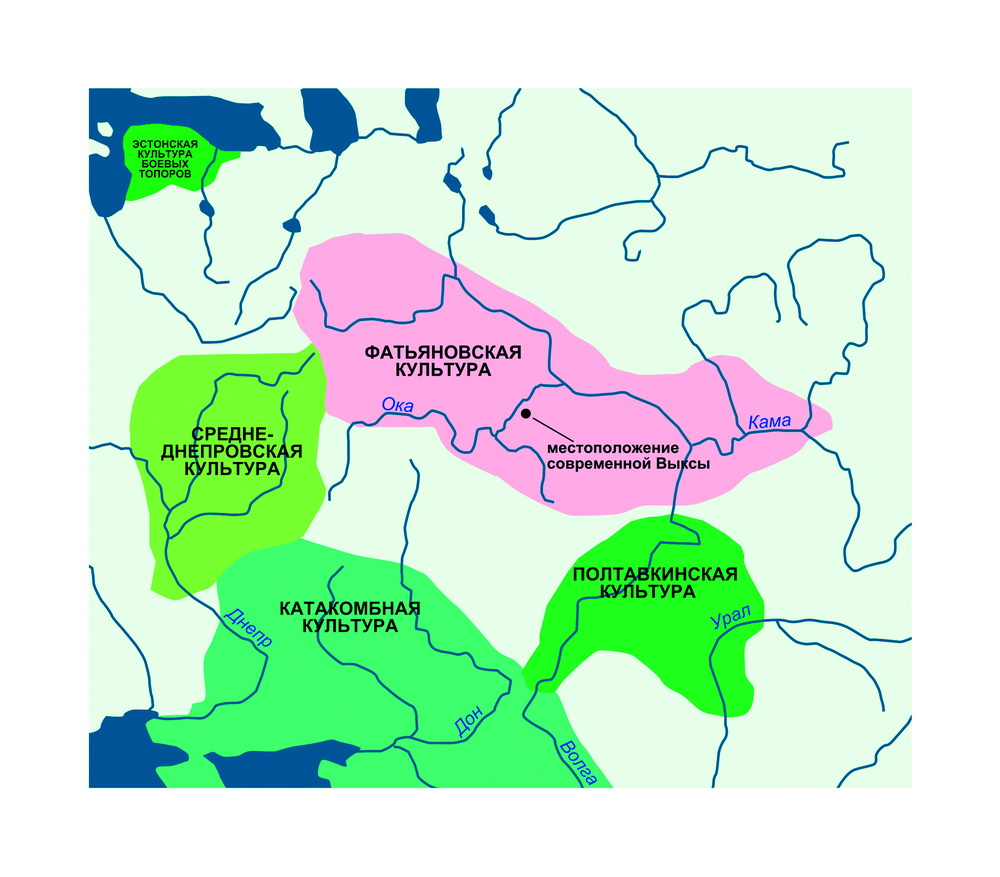
La culture de Fatianovo-Balanovo est indiquée en rose

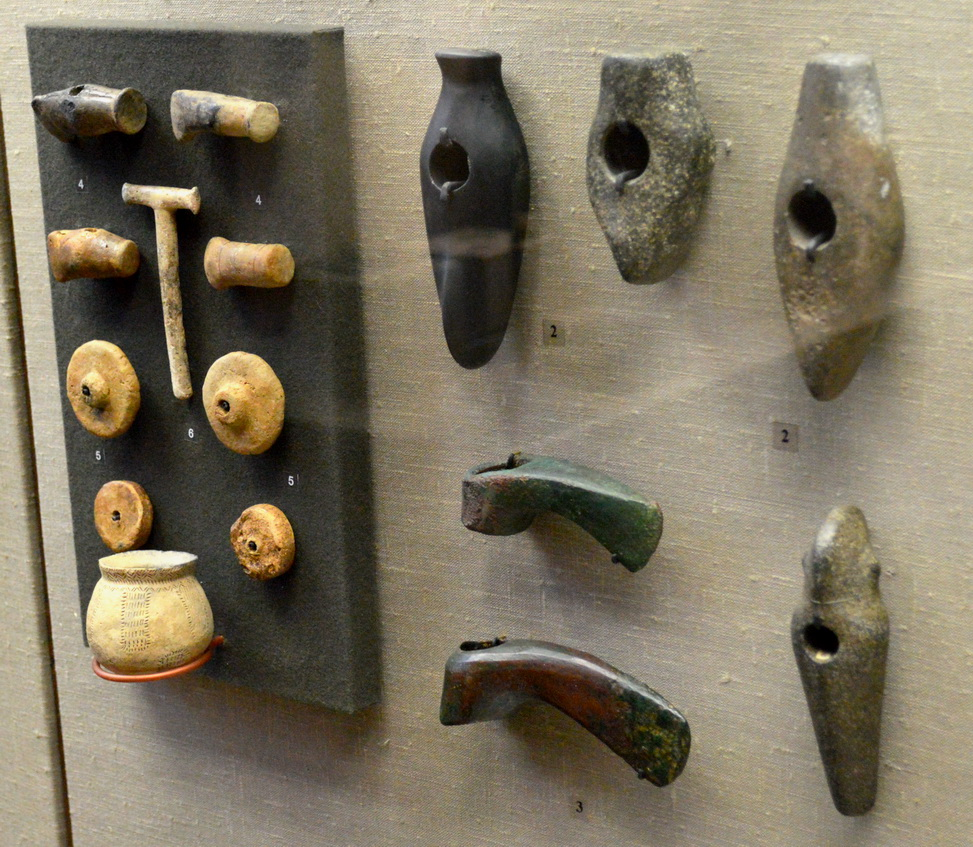
Artéfacts de la culture de Fatianovo–Balanovo

La culture de Fatianovo-Balanovo est une extension orientale de la culture de la céramique cordée en Russie. Elle est datée de 2900 à 2050 av. J.-C., ce qui correspond au Néolithique final et au début de l'Âge du bronze.

## Aire géographique
La culture de Fatianovo-Balanovo s'étend sur la Russie centrale, du lac Peïpous à l'ouest jusqu'à la Volga moyenne à l'est, avec son point le plus au nord dans la vallée de la Volga supérieure. Il s'agit en réalité de deux cultures, la Fatianovo à l'ouest, et la Balanovo à l'est. La culture de Fatianovo a émergé à la frontière nord-est de la culture du Dniepr moyen.
Les peuples de la Fatianovo occupaient des régions comportant des hydronymes issus d'un dialecte balte, identifié par des linguistes aussi loin que la rivière Oka et la Volga supérieure. S'étendant vers l'est vers la Volga, ces peuples ont découvert des minerais de cuivre dans les contreforts de l'Oural occidental, et fondé des établissements durables dans la région inférieure de la rivière Kama. La culture Balanovo a occupé la région interfluviale Kama - Viatka - Vetlouga, où les ressources métallifères de la région étaient exploitées.

## Archéologie
La théorie d'une culture intrusive est basée sur l'aspect physique de la population, l'enterrement sous des brouettes, la présence de haches de combat et les céramiques. Il y a des similitudes entre la culture de Fatianovo et les haches de combat de la culture des catacombes. La culture de Volosovo des forêts voisines est différente dans ses céramiques, son économie et ses pratiques mortuaires. Elle s'est dispersée quand le peuple Fatianovo a poussé vers le bassin de la Volga supérieure et moyenne. Les vestiges de céramiques indiquent que la culture Balanovo a coexisté avec le peuple finnique de la culture de Volosovo (sites mixtes Balanovo-Volosovo) et l'a aussi déplacé.

## Populations
Cette culture aurait remplacé la culture de la céramique au peigne de cette région après l'arrivée des porteurs de la céramique cordée venus du sud-ouest. Elle ne semble pas représenter un prolongement direct de la culture Yamna située plus au sud.
Les individus de la culture de Fatianovo étaient génétiquement similaires aux populations d'autres cultures de la céramique cordée, transportant un mélange d'ascendance steppique majoritaire et de premiers agriculteurs européens. Ils provenaient donc probablement d'une migration vers le nord-est à partir d'une région située dans les environs de la Biélorussie moderne, où leurs ancêtres habitaient vers 3000 av. J.-C..

## Postérité
La culture de la région de la Prikamsky de l'Âge du bronze tardif a poursuivi les précédentes traditions de poterie, de dessin d'habitation, et a développé l'élevage d'animaux avec la reproduction de chevaux, de bovins, et dans une moindre mesure de porcs et de moutons.